# Gaston Watkin
Gaston-Clotaire Watkin (Toulouse, 17 de septiembre de 1916 - Meudon, 2 de mayo de 2011) fue un famoso escultor francés.

## Datos biográficos
Fue alumno de Aime Blaise en la Escuela de Bellas Artes de Lille, allí compartió aulas con René Leleu, Emile Morlaix, Lucien Fenaux y Gérard Choain. 
Posteriormente fue alumno de Paul Landowski y Marcel Gaumont en la École des Beaux-Arts de París. Allí volvió a coincidir con René Leleu. 
Recibió el Premio de Roma de escultura en 1946. Por la escultura Saint-Étienne, premier martyr chrétien, est lapidé par la foule.
Permanece pensionado en la Villa Médici de Roma de 1947 a 1950.
En sus múltiples trabajos usa muchas técnicas. 
Profesor de la Escuela de Bellas Artes de París, está también activo en los círculos artísticos de París, especialmente en el Salón de Otoño.
Es autor de numerosos monumentos en toda Francia, incluyendo el monumento a los estudiantes que murieron por su país, en el Jardín de Luxemburgo en París, una estatua de la Virgen de la iglesia de Notre-Dame de Royan. Está representado en el Museo de Bellas Artes de Lille por una escultura de piedra titulada El Seve.

## Obras
Entre las mejores y más conocidas obras de Gaston Watkin se incluyen las siguientes:
- Aux étudiants morts dans la résistance - a los estudiantes fallecidos de la resistencia; Memorial de la 2ª Guerra mundial , erigido en 1956, en el jardín de Luxemburgo en París - 48°50′54″N 2°20′19″E / 48.84833, 2.33861 - (ver imagen)

- Saint-Étienne, premier martyr chrétien, est lapidé par la foule (lapidación de San Esteban), con la que ganó el Premio de Roma en 1946. Escultura en bulto redondo, yeso. En depósito de la Escuela de bellas Artes de París.[2]

- estatua de la Virgen de la iglesia de Notre-Dame de Royan.

- El Seve, piedra , Museo de Bellas Artes de Lille.

- Ada, Pascal y Langmuir. esculturas en la Universidad Politécnica de Nantes , Nantes

- La Victoria de Samotracia, copia de cemento con cuerpo de acero, de un molde del original. Monumento de guerra.[3] Inaugurada el 11 de junio de 1951 en el exterior Escuela Tardy, esquina Boulevard Robert Maurice. Saint-Étienne[4]